# شهرستان فونینگ (جیانگسو)
شهرستان فونینگ (به انگلیسی: Funing County) یک شهرستان در چین است که در یانچنگ واقع شده‌است.